# PESUART
PESUART（ペスアート）は、NYを拠点に活動するアーティスト。1980年生まれ。静岡県富士市出身。現在は、アメリカ合衆国ニューヨーク州を中心にアメリカ国内を始め、世界中で活動しているアーティストである。

## 来歴
2001年渡米。カリフォルニアへ移住。本格的にアーティストとしての開始。3年間の活動を経て、ニューヨークへ拠点を移す。
2007年、一定の制限時間内でのアートパフォーマンスを競うART BATTLESでの連続優勝を皮切りに活動の幅を広げる。
その後現在に至るまで、MTV、EVISU、NIKE ID、COACH、Lacoste Ledends、Whole Foods、等の名立たるコマーシャル・ブランドとのプロジェクトを次々と成功させると共に、Lions Club、Earthday NY、American Cancer、Global Autism Project、Keen NY、などチャリティーイベントにも積極的に参加。
2011年、J.crew に抜擢された Love Save Japan のロゴはグッズとなり全米で販売され完売。全ての売り上げを福島に寄付。2014年にはアメリカ永住権を取得。ニューヨーク四つ星ホテル Dream Hotel の巨大壁画を完成させる。2015年には脳梗塞で倒れるが、過酷なリハビリを乗り越えART BATTLESに参加。通算5度目の優勝を飾り、ニューヨークアーティストとしての地位を確たるものにした。2016年には Arist 4 Israel のニューヨークアーティストに抜擢され、全米の大学で絵を描き飛び回っている。
2010年：アメリカ最大のオーガニック・ナチュラル食品を扱う「Whole Foods」のイベント参加。Earth Day New York、American Cancer Society、Global Autism Project、Keen New Yorkなどのチャリティー活動にも積極的に参加する。
2011年：大手コスメ会社「Royal Langnickel」のアーティストに抜擢される。また、大手カジュアルブランド「J.CREW」がPESUが作成した”LOVE SAVE JAPAN”のロゴを震災のチャリティーTシャツ・トートバッグのデザインに採用。販売された商品はすべて完売され、すべての売上は被災地に送られた。
2012年：Lacoste Legends SOHO店でのイベントに参加。仙台育英高校によるNYでのチャリティーイベント「⒊11SURVIVORS」にも参加。得意のライブアートを披露。また、Art Battlesでは、最も優勝経験の多いアーティストが競うニューヨーク頂上決戦にも抜擢され、その様子はNHKにて特集される。
2013年：東京４大ストリートブランドと言われる「Subciety」とのコラボレーションTシャツは２万枚発売され、すべて完売。世界で最も注目されている「TED CONFERENCE」にNY State of Mindのアーティストとしても参加している。
2014年：全米最大のファッショントレードショーENKに春・秋と参加する。そして、NY四つ星ホテルDream Hotelの巨大壁画を完成させる。また、NYのグラフィティアーティスト100人でマンハッタンの元刑務所ビル内すべてを絵で埋め尽くす”21st Precinct”をプロデュースし、4,000人を集客。NY１にて特集される。
2015年：Art Battlesにて5度目の優勝を果たす。ミズーリ州セントルイスで行われたイベント”Paint Louis2015”に招待され、巨大壁画を完成。また、マイアミで開催された全米最大のアートイベントArt Baselにも招待され、巨大壁画を完成させる。
2016年：イスラエルのNPO団体「Artist 4 Israel」にNYアーティストとして抜擢され、イスラエルへ招待される。また2016年9月には韓国・江南区にて韓国では初となる単独個展を開催。同年11月、生まれ故郷でもある日本・静岡県にある静岡伊勢丹にて日本初の単独個展を開催。